# Río Inva
El río Inva es un río del krai de Perm, en Rusia, afluente por la derecha del río Kama, lo que le incorpora a la cuenca hidrográfica del río Volga, ya que el Kama desemboca en este último. Es un río de régimen nivopluvial. Atraviesa en su curso medio la ciudad de Kudymkar.

## Geografía
Nace en la sección nordeste de las alturas del Kama y desemboca en el curso medio del Kama, confluyendo en el embalse del Kama. Sus principales afluentes son el Velva y el Kuva, que le alcanzan por la izquierda. Se hiela normalmente de primeros de noviembre a fines de abril, siendo navegable en su curso bajo.
Tiene una longitud de 257km y una cuenca hidrológica de 5.920 km², con un caudal medio en Agisevo, a 30 km de la desembocadura, de 29 m³/s.
Sus principales afluentes son el río Kuva, el Velva, el Ister, el Doeg, el Poi, el Isyl (por la orilla izquierda) y el Yusva (por la derecha).